# Vieux Anglais
Vieux Anglais (irlandais : Seanghaill) est le nom donné après coup aux descendants des colons qui arrivèrent en Irlande, après la conquête du pays au XIIe siècle, venant du Pays de Galles, de Normandie et d'Angleterre. Ce nom fut créé à la fin du XVIe siècle pour désigner la partie de cette communauté qui vivait dans Le Pale, au cœur de la région dominée par les Anglais.
Au cours des siècles, beaucoup de Vieux Anglais s'intégrèrent à la société irlandaise, et leur aristocratie devint la véritable classe dominante du pays jusqu'au XVIe siècle. Ils furent toutefois dépossédés de leurs terres lors des conflits politiques et religieux, qui eurent lieu en Irlande au XVIe et au XVIIe siècle, principalement à cause de leur indéfectible adhésion à la religion catholique. À partir de 1700, ils furent presque tous chassés des classes dirigeante et possédante, et remplacés par les colons protestants, appelés « Nouveaux Anglais ».

## Les Vieux Anglais dans l'histoire irlandaise

### Dans l'Irlande médiévale
Le terme « Vieux Anglais » fut appliqué à partir des années 1580 aux Irlandais qui descendaient par leurs pères de la vague de colons normands, français, gallois, anglais, bretons et flamands, qui arrivèrent en Irlande à la fin du Moyen Âge, réclamant territoire et terres, à la suite de la conquête anglaise du pays au XIIe siècle. Les gouvernements anglais attendaient des Vieux Anglais qu'ils promussent la domination anglaise par l'usage de la langue anglaise, du droit coutumier et des méthodes de fermage. L'accomplissement de cet objectif était plus avancé dans Le Pale et dans les villes fortifiées que dans le reste du pays.
La communauté « Vieux Anglais » ne fut jamais monolithique. Dans quelques régions, particulièrement dans Le Pale autour de Dublin, dans le sud du comté de Wexford, dans les comtés de Kilkenny, de Limerick et de Cork, le terme faisait référence aux communautés relativement urbanisées, qui parlaient l'anglais, transformé parfois en d'obscurs dialectes locaux, comme le yola, qui utilisaient la loi anglaise, et vivaient de façon similaire à celle qu'on trouvait en Angleterre. Cependant, dans la majeure partie du reste de l'Irlande, le terme faisait référence à une mince frange de la population, composée de propriétaires terriens et de nobles, qui régnait sur des fermiers libres et des métayers gaéliques.
Dans les provinces, il était parfois difficile de distinguer les Vieux Anglais, ou les « Gaills » (étrangers en langue irlandaise), des seigneurs et chefs gaéliques environnants. Des dynasties, telles celles des Fitzgeralds, des Butlers et des Burkes adoptèrent la langue irlandaise des autochtones, le système légal irlandais et d'autres coutumes, comme l'adoption coutumière, les mariages mixtes avec des Gaéliques, et le mécénat de la poésie et de la musique irlandaises. C'est ainsi que certaines de ces personnes furent considérées comme « plus irlandaises que les Irlandais eux-mêmes ». Le mot sans doute le plus précis pour désigner cette communauté à la fin du Moyen Âge serait Hiberno-Normand, puisqu'il saisit par cette association de termes la culture particulière développée par cette communauté. Dans un effort pour mettre un frein à la Gaélicisation de la communauté « Vieux Anglais », le Parlement d'Irlande vota en 1367 les Statuts de Kilkenny, qui, entre autres, interdisaient l'usage de la langue irlandaise, le port de vêtements irlandais, et le séjour des Irlandais gaéliques à l'intérieur des villes fortifiées.
Il n'y avait cependant pas de divisions religieuses dans l'Irlande médiévale; tous les habitants partageaient l'allégeance au Catholicisme romain, même après la mise en place de la Réforme protestante en Angleterre.

### Les crises du16eet17esiècles
Par opposition, les « Nouveaux Anglais », la vague de colons qui arriva en Irlande à partir de l'ère élisabéthaine durant la reconquête de l'Irlande par les Tudor, conservèrent leur identité anglaise, religieuse, sociale et culturelle, et, à la différence des Normands et des Vieux Anglais, ils ne fusionnèrent pas avec le reste du pays. Les nouveaux colons se sentaient pleinement Anglais et Protestants, et considéraient l'Irlande comme un pays conquis, qui avait besoin d'être civilisé et converti au Protestantisme. Le poète Edmund Spenser fut un des principaux avocats de cette idée. Il soutint dans « Une opinion sur l'état actuel de l'Irlande » (« A View on the Present State of Ireland ») (1595), que l'échec de la conquête totale de l'Irlande avait amené la corruption des précédentes générations de colons anglais par la culture irlandaise. Pour les « Nouveaux Anglais », beaucoup des Vieux Anglais s'étaient « dégénéré », en adoptant les coutumes irlandaises et la religion catholique. Le philosophe Edward Said a affirmé que les Nouveaux Anglais, en diabolisant les Vieux Anglais en Autres barbares, et en construisant leur propre identité en tant que personnes « civilisées », ont annoncé les stéréotypes ultérieurs, le colonialisme et l'orientalisme, qui furent appliqués aux peuples non-européens au cours du XIXe siècle. Pourtant, la plupart des communautés « Vieux Anglais », en particulier dans Le Pale, continua à se considérer comme les Anglais d'Irlande jusqu'au XVIIe siècle.
Ce fut, au cours du XVIe siècle, leur exclusion du gouvernement d'Irlande en raison de leur divergence religieuse, qui les aliéna et les poussa vers une identité commune d'Irlandais catholiques avec les Irlandais gaéliques. La première confrontation entre les Vieux Anglais et le gouvernement anglais en Irlande eut lieu lors des problèmes de taxes des années 1556-1583. Pendant cette période, la communauté du Pale refusa de payer l'armée anglaise en Irlande pour qu'elle réprimât une série de révoltes qui s'acheva par les rébellions du Desmond (1569-73 et 1579-83). Le terme « Vieux Anglais » fut inventé à cette époque, lorsque la communauté du Pale insistait sur son identité anglaise, tout en refusant de se plier aux désirs du Lord lieutenant d'Irlande. À l'origine, il s'agissait d'un différend interne, les habitants du Pale refusant de payer de nouvelles taxes qu'ils n'avaient pas préalablement approuvées au Parlement d'Irlande. Le conflit prit aussi une dimension religieuse surtout à partir de 1571, quand Élisabeth Ire fut excommuniée par le pape. Des rebelles, comme James FitzMaurice FitzGerald (en), appartenant à la dynastie hiberno-normande du Desmond, présentèrent leur révolte comme une « guerre sainte », recevant en effet de l'argent et des troupes de la Papauté. Pendant la seconde rébellion du Desmond (1579-83), un éminent Lord du Pale, James Eustace, vicomte de Baltinglass, se joignit aux rebelles pour des raisons religieuses. Avant que la rébellion ne fût terminée, plusieurs centaines de Vieux Anglais du Pale furent pendus, soit pour rébellion, soit à cause de leur religion. Cet épisode marqua une importante fracture entre le Pale et le gouvernement anglais, entre les Vieux et les Nouveaux Anglais.
Pourtant, pendant la Guerre de Neuf Ans qui suivit (1594-1603), le Pale et les villes tenues par les Vieux Anglais restèrent fidèles à la Couronne anglaise lors d'une nouvelle rébellion inspirée par les Catholiques. Ce fut la réorganisation protestante du gouvernement anglais en Irlande au début du XVIIe siècle, qui acheva de couper les liens entre les Vieux Anglais et l'Angleterre elle-même. Tout d'abord, en 1609, il fut interdit aux Catholiques de tenir des charges publiques en Irlande. En 1613, les circonscriptions électorales du Parlement d'Irlande furent modifiées de façon que les Nouveaux Anglais protestants obtinssent la majorité. Enfin, dans la première moitié du XVIIe siècle, les propriétaires fonciers Vieux Anglais se virent confrontés à la menace de la confiscation de leurs terres par l'État (voir les Plantations en Irlande). La réponse politique de cette vieille communauté fut de faire appel directement au roi d'Angleterre, tout d'abord à Jacques Ier, puis à Charles Ier pour un ensemble de réformes, qui incluait la tolérance religieuse et l'égalité des Catholiques devant la loi, en échange d'un accroissement des impôts. Si, en de multiples occasions dans les années 1620 et 1630, ils acceptèrent de payer ces taxes plus élevées, le monarque remit à chaque fois à plus tard toute concession. Des écrivains « Vieux Anglais », comme Geoffrey Keating, affirmèrent alors que la véritable identité des Vieux Anglais était irlandaise et catholique plutôt qu'anglaise.

### Expropriation et défaite
En 1641, beaucoup de Vieux Anglais rompirent de manière décisive avec leur passé de loyaux sujets en se joignant à la Rébellion irlandaise de 1641. Plusieurs facteurs influencèrent leur décision, parmi lesquels la peur des rebelles et la crainte de représailles gouvernementales contre tous les Catholiques. Cependant la raison principale était leur désir d'inverser la politique anticatholique qui avait été pratiquée par les autorités anglaises pendant les quarante années précédentes en Irlande. Néanmoins, malgré la formation d'un gouvernement irlandais, la Confédération irlandaise, l'identité « Vieux Anglais » créait une importante division au sein de la communauté irlandaise catholique. Durant les Guerres confédérées irlandaises (1641-53), les Vieux Anglais furent souvent accusés par les Irlandais gaéliques d'être prêts à signer un traité avec Charles Ier aux dépens des intérêts des propriétaires irlandais et de la religion catholique. La Conquête cromwellienne de l'Irlande, qui suivit en 1649-1653, vit la défaite définitive de la cause catholique et l'expropriation de la noblesse « Vieux Anglais ». Bien que cette cause fût brièvement ravivée pendant la Guerre williamite en Irlande (1689-91), les descendants protestants des Nouveaux Anglais devinrent, à partir de 1700, la classe dominante du pays.
Au cours du XVIIIe siècle, la vieille distinction entre les Vieux Anglais et les Irlandais gaéliques s'estompa, car une grande partie du pays s'anglicisa et que, en conséquence des Lois pénales, les divisions sociales étaient définies presque exclusivement en termes religieux, catholiques et protestants, plutôt qu'en termes ethniques.

## Identité collective des Vieux Anglais
Les historiens ne sont pas d'accord sur la façon de dénommer la communauté « Vieux Anglais » aux différentes périodes de son existence, ni sur la façon de définir son sentiment identitaire.
Dans son livre Noms de famille d'Irlande (Surnames of Ireland), l'historien Edward MacLysaght (en) fait la distinction entre les noms Hiberno-Normands et les noms Anglo-Normands. Ceci résume bien la différence entre les « Rebelles anglais de la reine » et les hommes liges loyaux. Les Geraldines du comté de Desmond ou les Burkes du Connacht, par exemple, ne pouvaient être correctement décrits par le terme « Vieux Anglais », car cela ne correspondait pas à leur milieu politique et culturel. D'un autre côté, les Butlers d'Ormonde n'étaient pas correctement décrits par le terme Hiberno-Normands, à cause de leurs alliances et conceptions politiques, particulièrement après leurs mariages au sein de la famille royale anglaise.
Maintenant certains historiens les appellent Cambro-Normands, et Seán Duffy du Trinity College de Dublin utilise presque toujours ce mot plutôt que l'équivoque « Anglo-Normands », la plupart des Normands arrivés en Irlande étant venus du Pays de Galles et non d'Angleterre. Après plusieurs siècles en Irlande et juste un siècle au Pays de Galles ou en Angleterre, il peut sembler bizarre que leur entière histoire depuis 1169 soit résumée par l'appellation « Vieux Anglais », qui ne leur fut donnée qu'à la fin du XVIe siècle.
La plus ancienne référence connue au terme « Vieux Anglais » remonte aux années 1580. Avant cela, les descendants des Normands utilisaient plusieurs épithètes pour se définir, et ce furent uniquement les crises politiques des années 1580 qui firent émerger cette communauté. Certains rétorquent que cela n'a pas de sens historique de vouloir faire remonter une unique communauté « Vieux Anglais » jusqu'en 1169, puisque la communauté réelle matura au XVIe siècle dans Le Pale. Jusque-là cette identité était beaucoup plus indéterminée, et ce fut la politique de l'administration qui créa cette communauté, contestataire et clairement définie.
Dans son étude de la poésie de la fin du XVIe siècle Tír Chónaill, Brendon Bradshaw signale qu'en irlandais les Normands n'étaient pas appelés Seanghaill (Vieux Étrangers), mais plutôt Fionnghaill (Étrangers blancs (ou blonds) : vikings norvégiens) et Dubhghaill (Étrangers noirs : vikings danois). Il résulte de ses premiers raisonnements que le terme Éireannaigh, tel que nous le connaissons à présent, apparut aussi pendant cette période dans les livres de poésie d'Uí Bhroin de Wicklow comme un signe d'unité entre les Gaeil et les Ghaill. Il considère cela comme l'émergence d'un nationalisme irlandais. Breandán Ó Buachalla est d'accord avec lui pour l'essentiel, tandis que Tom Dunne et Tom Bartlett en sont moins certains.